# Lanzhousaurus magnidens
Il lanzhousauro (Lanzhousaurus magnidens) è un dinosauro erbivoro scoperto nel 2005 nel Gansu, una regione della Cina.

## I denti da erbivoro più grandi del mondo
La caratteristica predominante di questo strano dinosauro erbivoro sono i suoi enormi denti (da cui il nome specifico), forse i più grandi tra quelli di qualsiasi erbivoro mai esistito. Larghi quattro centimetri e lunghi quattordici, questi denti erano posizionati nelle mascelle a formare un formidabile apparato masticatorio. Lanzhousaurus fa parte di quel gruppo di dinosauri erbivori ornitopodi noti come iguanodonti, il cui rappresentante più noto è senza dubbio Iguanodon. Nonostante lo scheletro di Lanzhousaurus sia largamente incompleto, si calcola che le sue dimensioni dovevano essere gigantesche: la sola mandibola era lunga circa un metro.

## Parentele
Ritrovato nel bacino del Lanzhou (da qui il nome del genere) in terreni del Cretacico inferiore, il lanzhousauro potrebbe essere imparentato con un altro gigantesco iguanodontide vissuto in Africa, noto come Lurdusaurus. È possibile che questi animali rappresentassero una linea precedentemente sconosciuta di grandi iguanodontidi dalle forme pesanti, probabilmente quadrupedi, che si diversificarono dal ceppo principale durante il Cretaceo inferiore.